# Мейсън Сити (Айова)
Мейсън Сити (на английски: Mason City) е град в Айова, Съединени американски щати, административен център на окръг Серо Гордо. Населението му, по приблизителна оценка за 2017 г., е 27 399 души.
В Мейсън Сити е роден Мередит Уилсън – американски композитор.